# Барбелен, Лиза
Лиза Барбелен (фр. Lisa Barbelin; род. 10 апреля 2000, Ле) — французская лучница, чемпионка Европы по стрельбе из лука 2021 года и чемпионка Европы по стрельбе из лука в помещении 2022 года. Призёр чемпионатов мира по стрельбе из лука. Участница летних Олимпийских игр 2020 года.

## Биография
Барбелен родом из Ле (Мозель) Она изучает химию в Сорбонне. Барбелен также является пианистом-любителем.

## Карьера
Барбелен тренируется в Société de tir de Dieuze в Дьезе и Les Archers riomois в Оверни.
Она участвовала в Кубке Европы по стрельбе из лука среди юниоров 2017 года, заняв третье место в личном зачете в Марафоне и второе место в личном и командном зачете в Порече. В том же году она также заняла третье место в командном зачете на молодёжном чемпионате мира по стрельбе из лука 2017 года. Она входила в состав сборной Франции, занявшей третье место в командном зачете на этапе Кубка мира 2019 года в Медельине. В том же году она участвовала в молодёжном чемпионате мира по стрельбе из лука, заняв второе место в командном зачете и четвёртое в личном зачете. Позже в том же году она посетила 10-дневный сбор в Кванджу, где она тренировалась с олимпийской чемпионкой Ки Бо Бэ. В феврале 2020 года Барбелен выиграла отборочные олимпийские соревнования во Франции. Во время пандемии COVID-19 она тренировалась в саду родителей в Ле.
В декабре 2020 года Барбелен заняла третье место на Кубке мира в помещении, которая проходила в виртуальном формате. В марте 2021 года она выиграла турнир в Порече. В июне 2021 года Барбелен выиграла золото на чемпионате Европы по стрельбе из лука 2021 года. Она стала первой француженкой после Беренжер Шу в 2008 году, выигравшей чемпионат Европы по стрельбе из лука. Она таким образом получила путёвку в индивидуальное первенство на летние Олимпийские игры 2020 года, хотя для отбора ей достаточно было достигнуть стадии четвертьфинала. Она занимала первое место в рейтинге до тех пор, пока её не подвинула индианка Дипика Кумари. На Играх в Токио Барбелен заняла 13-е место в рейтинговом раунде и сумела достичь четвертьфинала. Позже в том же году Барбелен вместе с женской сборной Франции заняла третье место в женских командных соревнованиях на чемпионате мира 2021 года. Она выбыла в четвертьфинале индивидуальных и смешанных командных соревнований на чемпионате.
Она выиграла золотую медаль на чемпионате Европы по стрельбе из лука в помещении 2022 года, который проходил в Лашко.